# Notiomystis cincta
L'uccello chirurgo (Notiomystis cincta (du Bus de Gisignies, 1839)) è un uccello passeriforme, unica specie nota del genere Notiomystis e della famiglia Notiomystidae.

## Etimologia

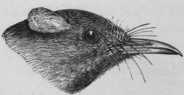
Testa di profilo mostra le caratteristiche creste laterali.

Il nome scientifico del genere, deriva dall'unione delle parole greche νοτος (notos, "sud") e μυστις (mystis/mustis, "mistica") e significa "mistica del sud", mentre il nome della specie, cincta, deriva dal latino cingere: ambedue i nomi sono riferimenti alla colorazione e soprattutto alle caratteristiche creste sulle tempie, simile a una corona d'alloro.
Si tratta di una delle poche specie neozelandesi il cui nome comune non è stato mutuato dalla lingua māori (nella quale questo animale è conosciuto col nome di hihi).

## Descrizione

### Dimensioni
Misura 18 cm di lunghezza, per 26-42 g di peso: a parità d'età, i maschi possono pesare anche un terzo in più delle femmine.

### Aspetto

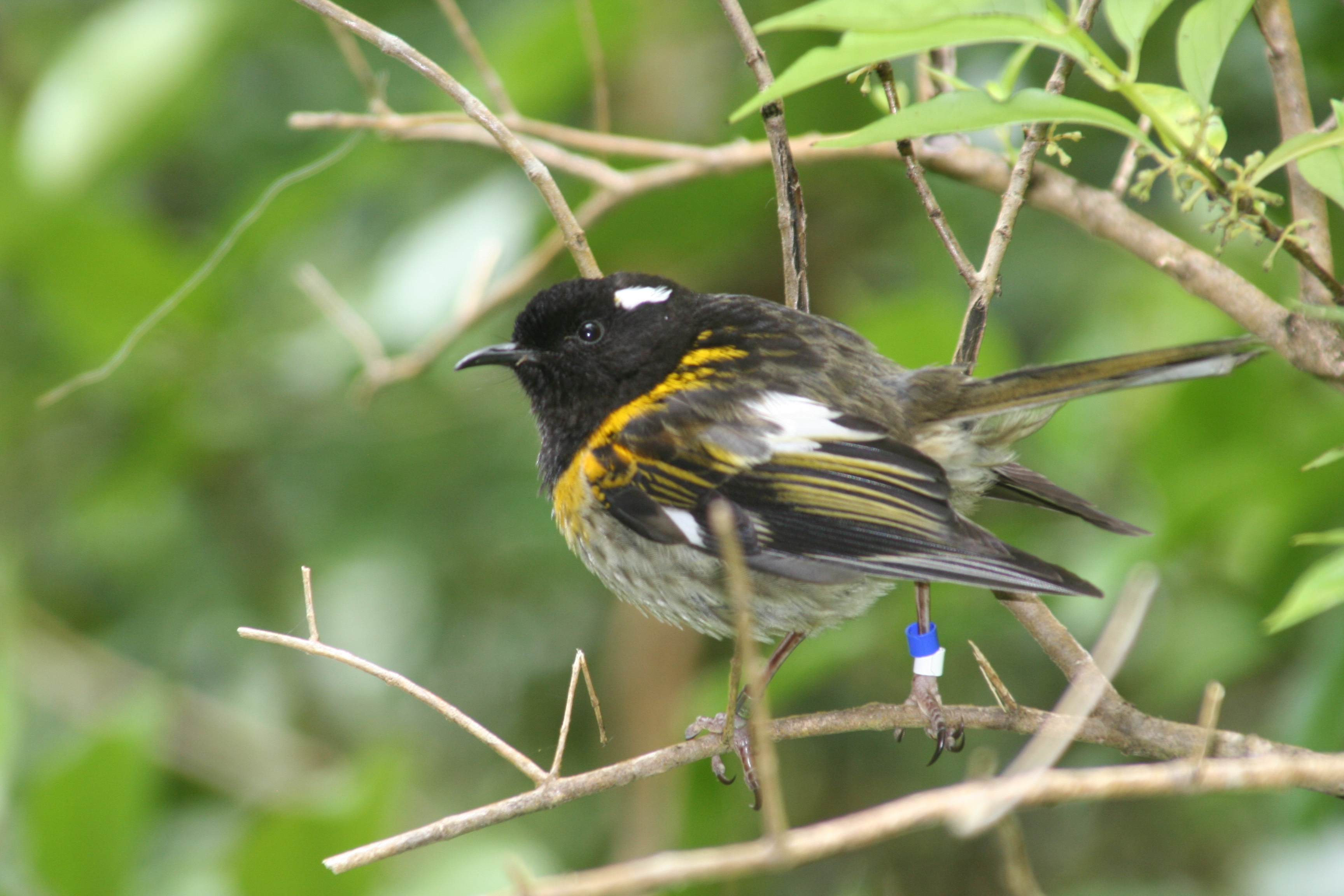
Maschio a Tiritiri Matangi.

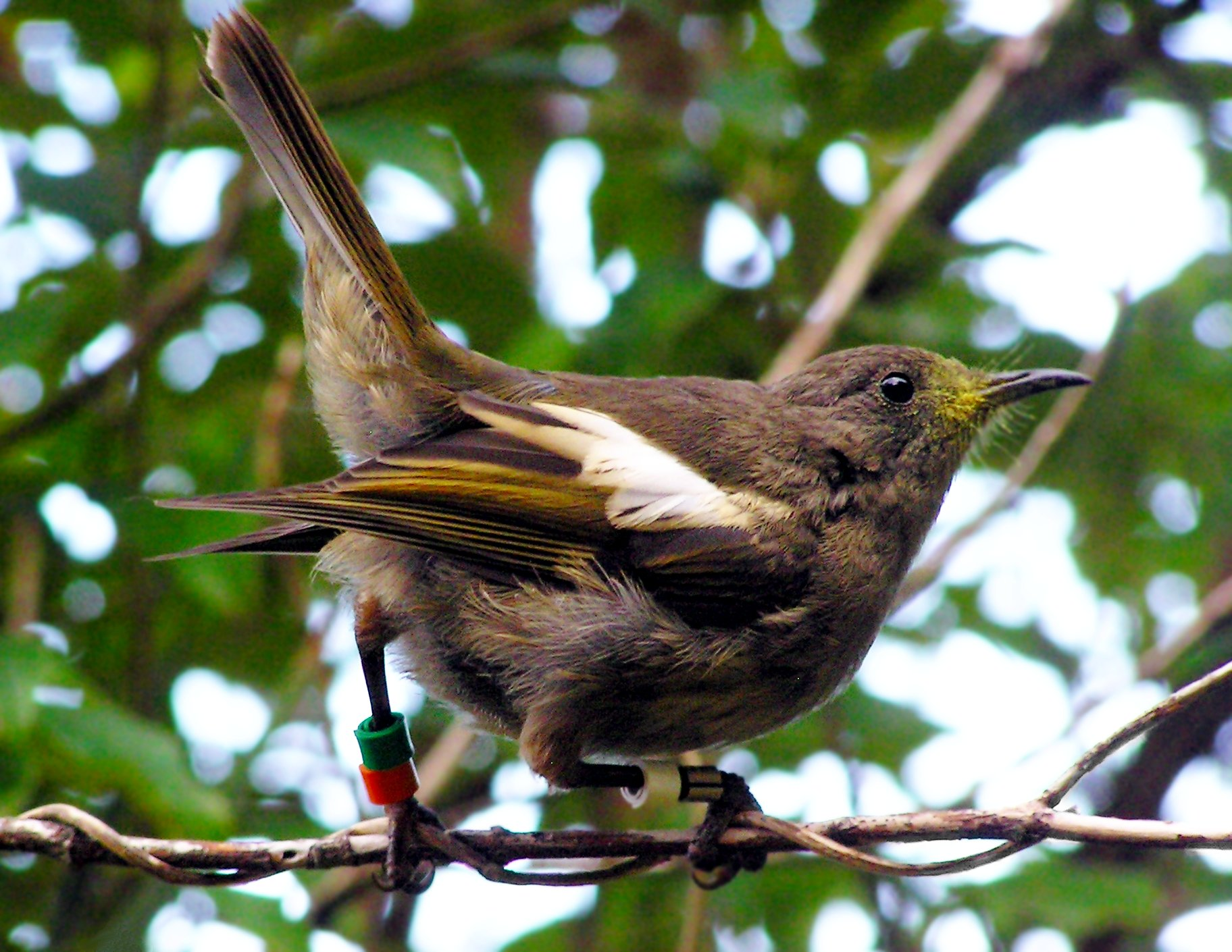
Femmina nel Santuario naturale di Karori.

Si tratta di uccelletti dall'aspetto tozzo e paffuto, muniti di testa allungata che sembra incassata direttamente nel torso, becco sottile, ricurvo ed appuntito con lunghe vibrisse alla base, ali appuntite anch'esse, forti zampe allungate, coda lunga e rettangolare: nel complesso, gli uccelli chirurgo ricordano i melifagidi australasiani.
Il piumaggio mostra dimorfismo sessuale marcato. I maschi presentano testa e parte superiore del petto di colore nero, orlato da una banda di colore giallo oro che attraversa petto e scapole, mentre il dorso è grigio-nerastro e le ali presentano penne nere con orli gialli (su scapole e copritrici e remiganti primarie) o bianchi (copritrici e remiganti secondarie): il ventre è grigio-biancastro con sfumature beige-giallastre e le singole penne dalle punte grigio-brunastre, a dare un effetto marmorizzato, e grigio-brunastri sono anche il codione e la coda.

Nella femmina la colorazione si presenta molto più sobria: fronte, vertice, nuca, dorso, ali e coda sono di colore bruno-olivastro (queste ultime due sono più scure e tendono al nerastro, con le penne delle ali che mostrano gli stessi disegni di quelle dei maschi, ma molto meno sgargianti, con sfumature giallastre presenti solo sulle remiganti), mentre gola, petto e ventre sono di colore beige-grigiastro con effetto marmorizzato evidente soprattutto ai lati di petto e fianchi.

Caratteristica di questa specie è la presenza di due strisce di penne erettili di colore bianco, una su ciascuna tempia, a dare a questi uccelli l'effetto di indossare una corona d'alloro: tali penne sono molto più evidenti nei maschi ed hanno fruttato all'uccello chirurgo il proprio nome scientifico.
In ambedue i sessi il becco e le zampe sono di colore nerastro, mentre gli occhi sono di colore bruno scuro.

## Biologia
Si tratta di uccelli dalle abitudini diurne, che esibiscono comportamenti sociali anche piuttosto complessi ma fondamentalmente poco conosciuti.
L'uccello chirurgo è un animale piuttosto vocale, la cui comunicazione si basa su richiami acurti che alternano sillabe fischianti ad altre metalliche, trasformandosi in un alto fischio (simile a quello del campanaro) in caso di pericolo: i maschi possiedono un repertorio più vario rispetto alle femmine.

### Alimentazione
L'uccello chirurgo è prevalentemente nettarivoro e raccoglie il proprio nutrimento da una vasta gamma di piante native ed introdotte, favorendo quelle a portamento cespuglioso (verosimilmente per evitare la competizione interspecifica con tui e campanaro): questi uccelli, inoltre, si nutrono più sporadicamente anche di piccoli insetti ed artropodi, nonché di frutta e bacche.

### Riproduzione

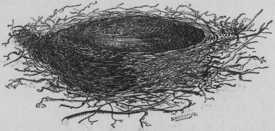
Illustrazione di nido.

Il periodo degli amori è abbastanza discontinuo e varia di anno in anno ed anche a seconda della popolazione, estendendosi generalmente in settembre-ottobre ed in febbraio-marzo, con le coppie che portano generalmente avanti una sola (talvolta anche due) covata l'anno.
Si tratta di uccelli solitamente monogami ma piuttosto promiscui, con maschi e femmine che si accoppiano con più di un partner: i maschi (che per far fronte alla competizione coi rivali possiedono testicoli molto sviluppati, circa il quadruplo delle dimensioni che ci si attenderebbe per uccelli della medesima taglia), durante il periodo degli amori, esibiscono un richiamo fischiante trisillabico, che serve ad attrarre le femmine e tenere lontani gli eventuali rivali. L'uccello chirurgo rappresenta l'unica specie nota di uccelli nella quale il maschio e la femmina, in aggiunta al classico accoppiamento con femmina montata dorsalmente, talvolta si accoppiano in posizione frontale: la maggior parte degli accoppiamenti di questo tipo (che rappresentano circa un terzo del totale) avviene fra individui che non fanno parte della stessa coppia, sicché si pensa che essi rappresentino una sorta di "stupro". Gli uccelli chirurgo riescono a copulare in tale inusuale maniera grazie a una particolare conformazione della cloaca maschile, che la rende orientabile e consona a tale tipo di accoppiamento.
Il nido è a forma di coppa e viene costruito in alto all'interno della cavità del tronco di un grosso albero: per edificare il nido, la femmina si serve di radici e ramoscelli, mentre l'interno della coppa viene foderato con licheni, foglie di felce e piume.

All'interno del nido la femmina depone 3-5 uova, che essa provvede a covare (imbeccata dal maschio) per 14-20 giorni, al termine dei quali schiudono pulli ciechi ed implumi. I nidiacei vengono accuditi dalla sola femmina, e rimangono presso il nido per circa un mese e mezzo prima di allontanarsene completamente.

Durante la cova e l'allevamento della prole, non di rado esemplari estranei alla coppia fanno visita ai nidi in maniera casuale, accudendo i nidiacei in assenza della madre (che fa la stessa cosa).
I giovani tendono a formare piccoli stormi, ai quali non di rado durante l'inverno australe si aggregano maschi adulti: durante questo periodo comune, si formano gerarchie che influenzano la possibilità di accoppiarsi in futuro e sono stati osservati comportamenti considerabili come gioco, tuttavia mancano studi in proposito.

## Distribuzione e habitat

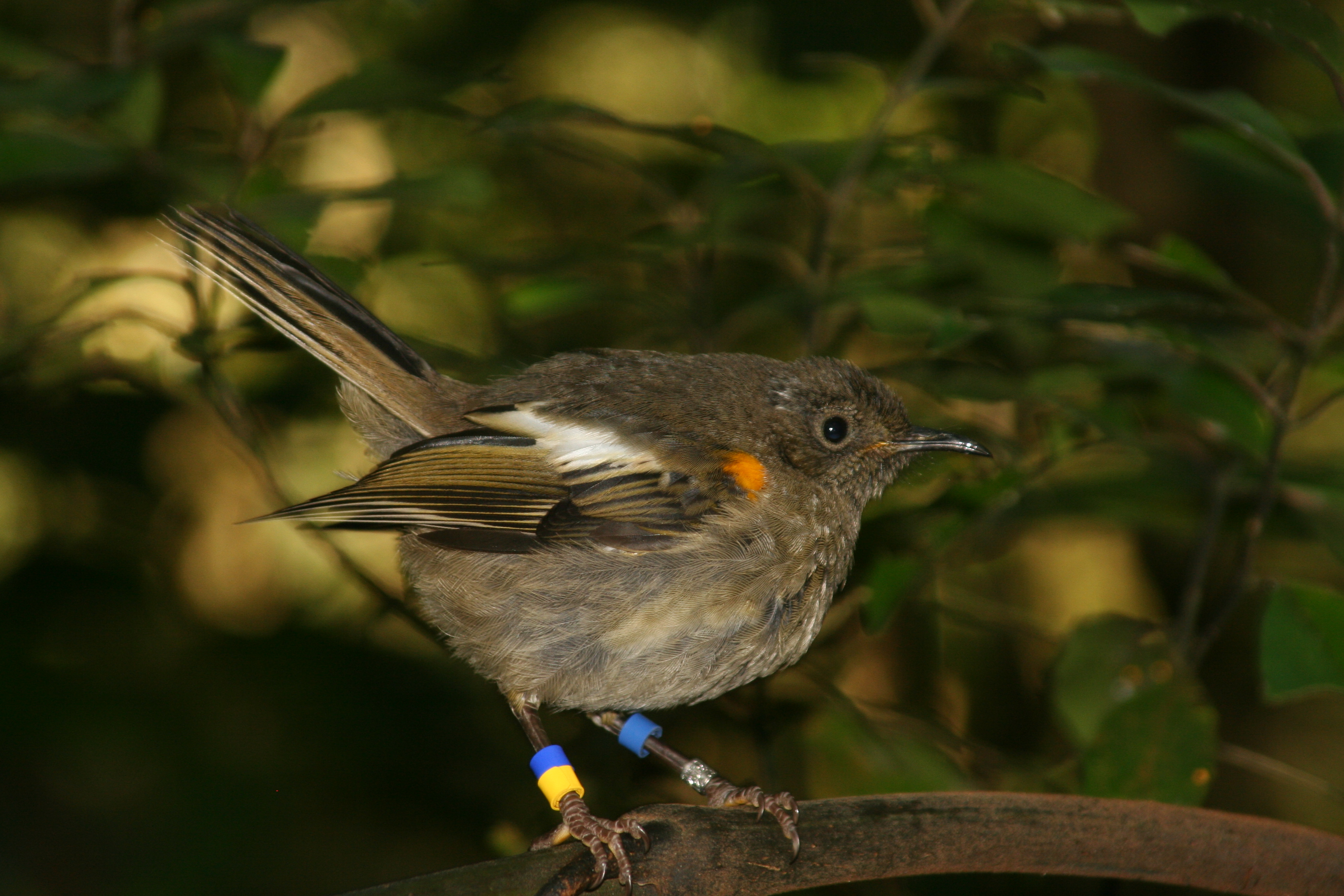
Femmina al santuario naturale di Karori.

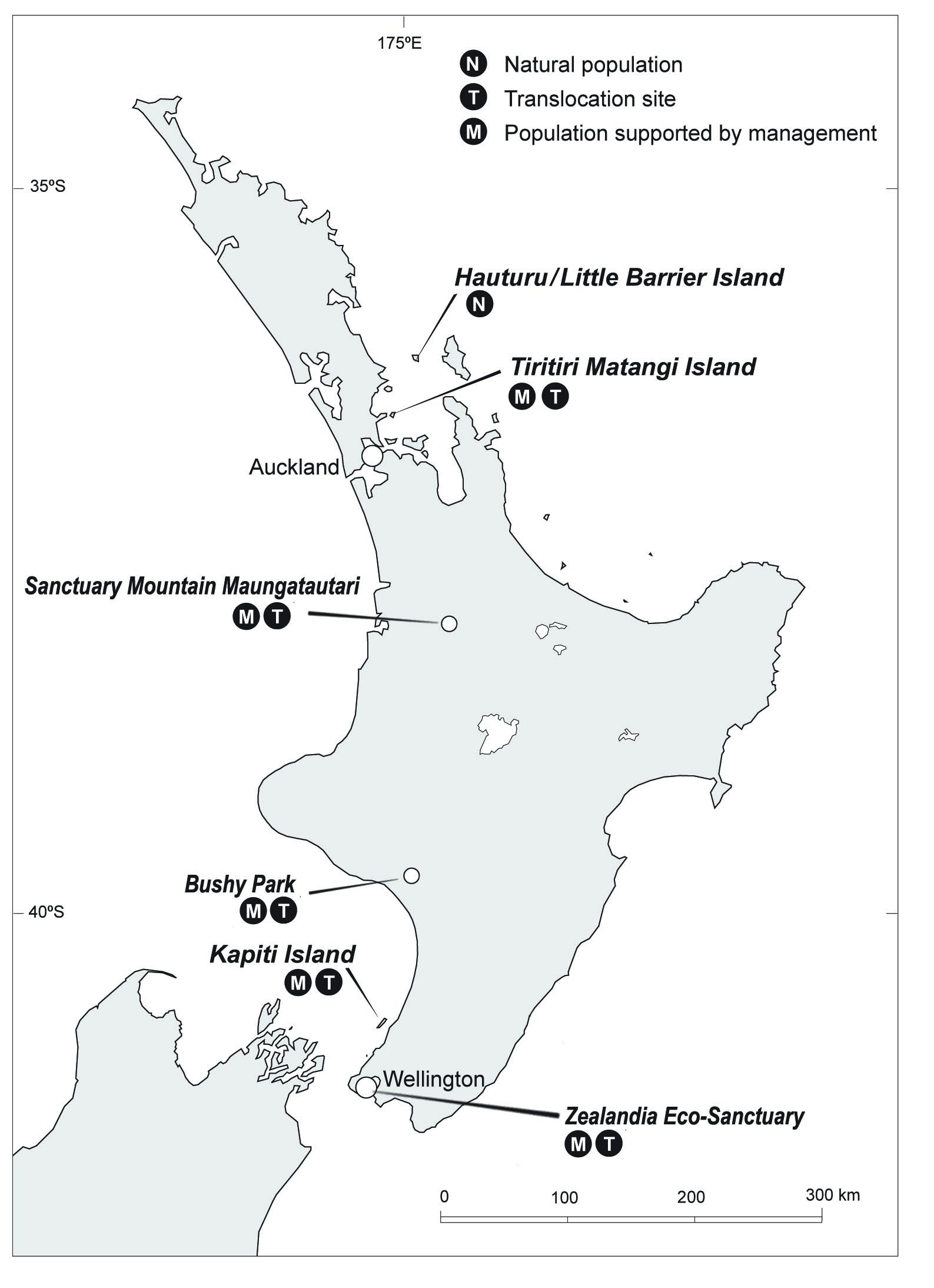
Distribuzione attuale della specie.

L'uccello chirurgo è endemico della Nuova Zelanda: diffusa in passato su tutta l'Isola del Nord e nelle adiacenti isole minori, attualmente la specie abita le isole di Little Barrier Island, Kapiti e Tiritiri Matangi, oltre al santuario naturale di Karori e a Maungatautari, dove è stata reintrodotta.
L'habitat di questi uccelli è rappresentato dalla foresta primaria nativa, con presenza di denso sottobosco e di numerose piante da fiore arboree e cespugliose dove reperire il cibo: qualora possibile, questi animali effettuano spostamenti anche consistenti (nell'ordine dei chilometri) per spostarsi da un'area dove il cibo è in esaurimento ad un'altra dove esso è facilmente reperibile.

## Tassonomia
Se ne riconoscono due sottospecie:

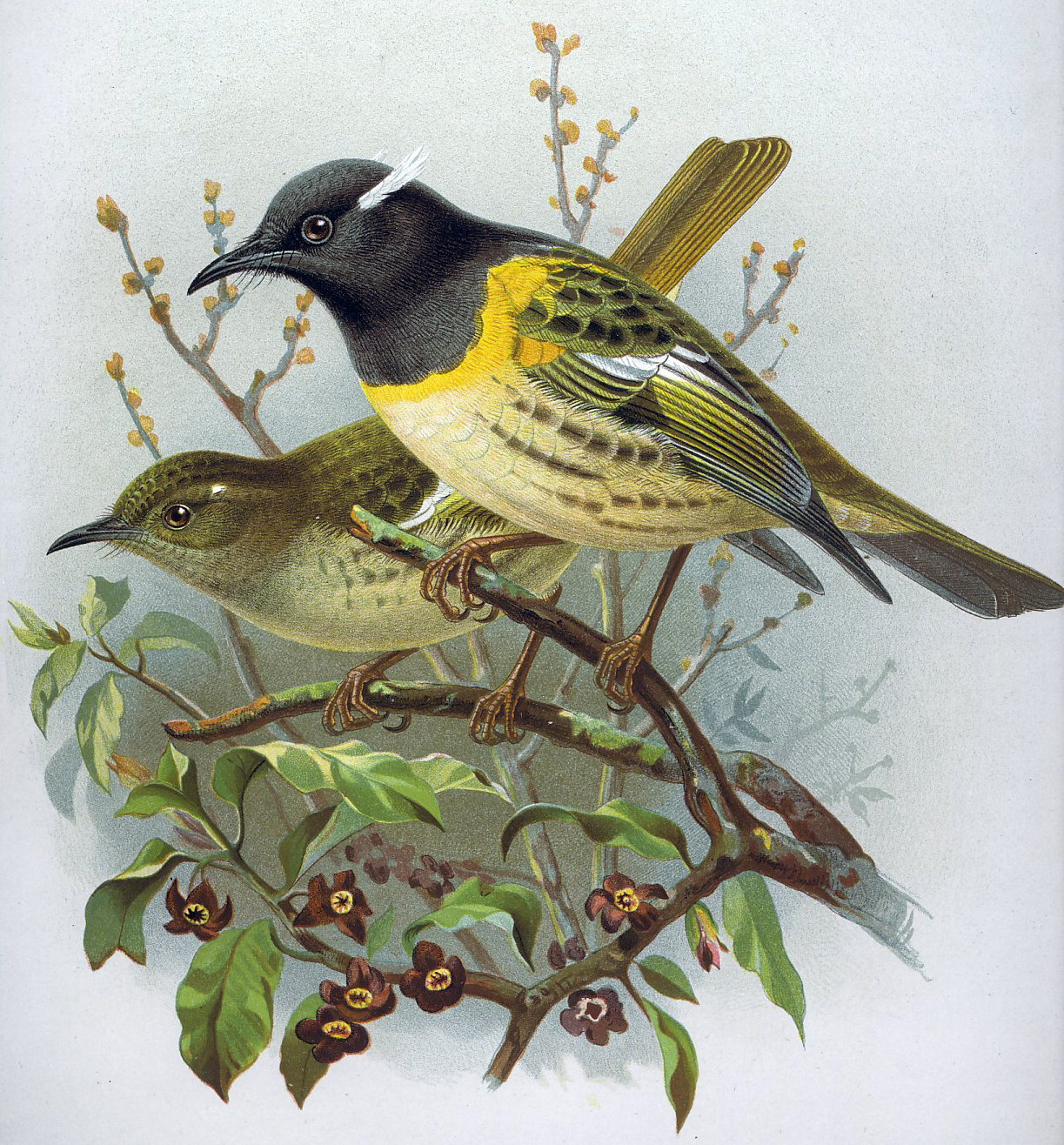
Coppia (maschio in primo piano) della sottospecie nominale, attualmente estinta.

- Notiomystis cincta cincta Mathews, 1935 † - diffusa sull'isola del Nord, con ali più lunghe e minore estensione del giallo alare;
- Notiomystis cincta hautura - inizialmente endemica di Little Barrier Island, attualmente introdotta su altre isole minori e sull'Isola del Nord;

A lungo ritenuta appartenente alla famiglia Meliphagidae, la specie è attualmente inquadrata in una famiglia a sé stante (Notiomystidae), strettamente imparentata con i Calleidi.

## Conservazione
Piuttosto comune in Nuova Zelanda all'arrivo dei primi europei, subito dopo l'inizio del processo del colonizzazione l'uccello chirurgo ha cominciato un rapido declino che portò questa specie a scomparire dalla stragrande maggioranza del proprio areale originario nel 1880, quando avvenne l'ultimo avvistamento nell'isola del Nord, nel distretto di Tararua.

Le cause di tale rapidissima scomparsa non sono del tutto chiare, tuttavia (come osservato in numerose altre specie endemiche che hanno rischiato l'estinzione o sono scomparse definitivamente) fra esse rientrano sicuramente l'alterazione dell'habitat per far posto a pascoli ed insediamenti, la predazione e la competizione da parte delle specie introdotte.
Nel 1885 e fino agli anni '80 gli ultimi hihi erano arroccati su Little Barrier Island, con una popolazione di circa 3000 individui: il dipartimento neozelandese della conservazione ebbe cura di prelevare degli individui da questa popolazione per reintrodurli su alcune isole-santuario liberate dai predatori introdotti. Ciononostante, solo la popolazione originaria rimane stabile, mentre quelle introdotte (attualmente se ne contano popolazioni anche a Tiritiri Matangi e Kapiti oltre che nel santuario naturale di Karori, a Maungatautari e nei monti Waitakere) faticano a crescere numericamente a causa dell'alta mortalità dei nidiacei, causata dall'assenza di sufficiente copertura forestale nativa atta a fornire sufficienti quantità di cibo: tale problema, unito alla sensibilità di questi uccelli alle malattie, ha causato il fallimento di alcuni progetti di reintroduzione su altre isole-santuario, come Hen Island, Cuvier Island e Mokoia.
Considerata la ristrettezza del suo areale e la relativa esiguità della popolazione residua (stimata fra i 600 ed i 6000 individui), la IUCN classifica l'uccello chirurgo come specie vulnerabile.